# Старомунасіпово
Старомунасі́пово (рос. Старомунасипово, башк. Иҫке Монасип) — присілок у складі Бурзянського району Башкортостану, Росія. Входить до складу Старомунасіповської сільської ради.
До 12 грудня 1986 року присілок був центром сільради.
Населення — 635 осіб (2010; 683 в 2002).
Національний склад:
- башкири — 99%